# Кристиан Лудвиг (Вид-Рункел)
Кристиан Лудвиг фон Вид-Рункел (на немски: Christian Ludwig von Wied-Runkel; * 2 май 1732 в Хайден, Мюнстер; † 31 октомври 1791) е граф на Вид-Рункел, Изенбург, Крихинген (1762 – 1791) и от 1791 г. първият княз на Вид.
Той е вторият син на граф Йохан Лудвиг Адолф фон Вид-Рункел (1705 – 1762) и първата му съпруга графиня Кристиана Луиза от Източна Фризия (1710 – 1732), наследнчка на Крихинген, Ролинген и други, дъщеря на генерал граф Фридрих Улрих от Източна Фризия (1667 – 1710) и Мария Шарлота от Източна Фризия (1689 – 1761).
През 1791 г. Кристиан Лудвиг фон Вид-Рункел е издигнат на княз на Вид.

## Фамилия
Кристиан Лудвиг фон Вид-Рункел се жени на 23 юни 1762 г. за графиня Шарлота Амалия София Августа фон Сайн-Витгенщайн (* 10 юли 1741; † 4 януари 1803), дъщеря на граф Лудвиг Александер фон Сайн-Витгенщайн (1694 – 1768) и Фридерика Вилхелмина фон Вендесен (1700 – 1780). Те имат седем деца:
- Карл Лудвиг Фридрих Александер (* 29 септември 1763, Дирдорф; † 9 март 1824, Дирдорф), 2. княз на Вид-Рункел (1791 – 1806), женен на 4 септември 1787 г. в Кирххаймболанден за принцеса Каролина Луиза Фредерик фон Насау-Вайлбург (* 14 февруари 1770; † 8 юли 1828)
- Фридрих Хайнрих Вилхелм Лудвиг (* 28 март 1765; † 17 май 1765)
- Фридрих Лудвиг (* 29 януари 1770; † 28 април 1824), княз на Вид, граф на Рункел
- Вилхелм Лудвиг (* 27 февруари 1772; † 11 октомври 1772)
- Кристиан Фридрих Лудвиг (* 9 октомври 1773; † 21 януари 1811), рицар
- Вилхелмина Луиза (* 13 декември 1774; † 11 септември 1775)
- Вилхелм Лудвиг (* 14 септември 1778; † 6 януари 1783)